# 사조영웅전

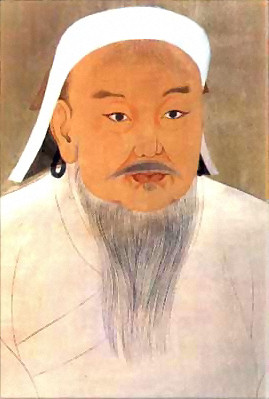
칭기즈 칸

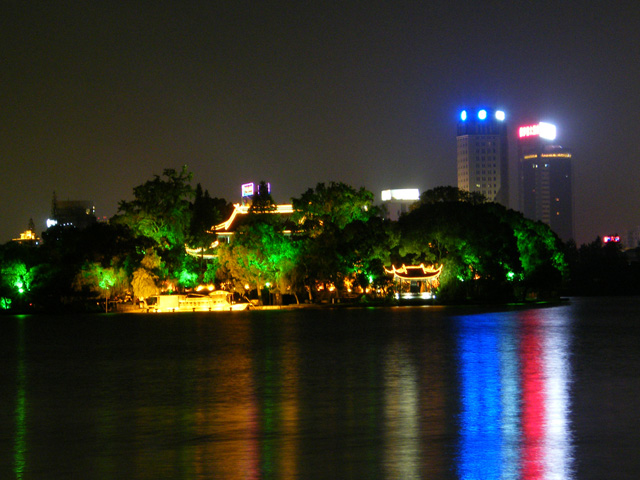
가흥의 남호의 야경

《사조영웅전》(중국어 간체자: 射雕英雄传, 정체자: 射鵰英雄傳, 병음: Shè Diāo Yīng Xióng Zhuàn 서댜오잉슝좐[*], 광둥어: Se6 Diu1 Jing1 Hung4 Zyun6 세디우잉훙쥔, 영어: The Legend of the Condor Heroes 더 레전드 오브 더 콘도르 히어로[*], 번역 : 독수리를 쏜 영웅 이야기)은 진융(금용)의 1957년 작품이다. 국내에는 고려원의 무단번역으로 영웅문 3부작 1부 〈몽고의 별〉이라는 작품으로 소개되었다. 그 당시에는 많은 오류와 억지설정이 있었으나, 후에 김영사에서 사조영웅전으로 정식 출판하면서 상당부분이 고쳐졌다.
이 사조영웅전은 후에 드라마, 게임과 영화 등 수많은 작품들이 나왔다. 2003년 제작된 쥐줴량 감독의 TV 드라마 『사조영웅전』을 영화화하였고, 후에도 계속 새로운 작품으로 만들어지고 있다.

## 줄거리
시대적인 배경은 휘종(徽宗)과 흠종(欽宗) 연간이고, 황제 두 명과 황족들이 금나라(金國)의 포로로 잡혀간 정강지욕변(靖康之辱變) 이후 남송(南宋)이 세워지고 주전파(主戰派) 악비(岳飛)가 화평파(和平派) 진회(秦檜)의 모략에 살해된 후 몇 세대를 지난 남송과 금국의 남북 정립, 몽골의 성립과 송국(宋國)의 멸망에 이르기까지의 이야기다. 공간적인 배경은 당시 남송의 수도였던 임안(臨安, 지금의 항저우시 근처의 소흥(紹興, 지금의 사오싱시) 우가촌(牛家村)이다.
소흥의 우가촌에서 금국에 맞서 싸운 양철심(楊铁心)과 곽소천(郭啸天) 그리고 그들의 아내인 포석약(包惜弱)과 이평(李萍)이 각각 아들을 임신하면서부터 이야기가 시작된다. 전진파(全眞派)의 도사 장춘자(長春子) 구처기(丘處機)가 우가촌을 지나가다가 이들과 인연을 맺는다. 이때 상처입고 양철심의 집으로 숨어 둔 금나라의 왕자 완안홍렬(完顔洪烈)을 양씨부인 포석약이 구해준다. 그러나 절세미인 포석약에게 흑심을 품은 완안홍렬은 귀환하여 부패한 남송의 관리를 움직여, 양철심과 곽소천을 체포하려 한다. 완안홍렬의 사주를 받은 송 왕조의 군관 단천덕은 저항하는 곽소천을 살해하고 양철심에게 부상을 입힌 후 그들의 부인 이평과 포석약을 잡아간다. 여기서 완안홍렬은 포석약을 금국의 수도로 데려가고 이평은 감옥에 가둔다. 이후 포석약은 금나라의 왕비가 되고, 포석약과 이평을 납치한 범인을 추격하던 구처기는 가흥(嘉興, 지금의 자싱시)의 남호(南湖) 근처의 취선루(醉仙樓)에서 오해로 인해 강남칠괴(江南七怪)와 부딪치게 되고, 화해를 하는 과정에서 강남칠괴가 곽정(郭靖)을 맡고 구처기는 양강(楊康)의 스승이 되기로 한다.
곽소천의 부인 이평은 강남칠괴에 쫓기는 단천덕(段天德)을 따라 몽골에서 곽정을 낳아 기르게 된다. 이로써 양강은 금국의 왕자이자 비열한 성격의 완안강(完顔康)으로 성장하게 되고, 곽정은 의협심이 높은 청년으로 자라나게 된다.

## 주요 인물
- 곽정(郭靖): 곽소천의 장남. 어머니는 이평. 별호는 북협. 몽고에서 태어나 자랐지만 일생을 몽고에 대항한 남송의 영웅이다. 그의 아버지 곽소천은 곽정이 태어나기도 전에 죽고, 이평이 몽고에서 고생하며 그를 키운다. 곽정은 어려서부터 몽고의 초원에서 여러 영웅들과 함께 자라 천성이 순박하고 정직하여 남을 속일줄 모른다. 한인으로서 몽고에서 태어나 테무친(징기스칸)의 용맹성을 진심으로 존경하고 또한 그의 총애를 얻어 부마가 되기로 했으나 몽고를 떠나 남쪽으로 와서 평생의 반려자인 황용을 만나게 된다. 황용과 함께 천하를 유람하며 홍칠공을 만나 그의 평생의 절기인 항룡십팔장을 배우고 천하오절을 비롯한 고수들을 차례로 상대하게 되고 항상 미련할 정도로 솔직하게 행동하는 순박함으로 위기를 헤쳐나간다. 우여곡절 끝에 화쟁공주와의 정혼 약속 때문에 갈등하지만 결국 마음속 깊이 사랑하는 황용을 아내로 맞고 도화도에서 새로운 삶을 시작하게 된다. 곽정은 몽고인 철별사부로부터 활을 배워 활솜씨에 관한한 그를 능가할 자가 없었다. 거기에 인연으로 얽힌 사부인 강남칠괴로부터 기본 무공을 전수받았고 전진파의 정통 내공심법을 마옥으로부터 배웠다. 후에 홍칠공의 제자가 되어 항룡십팔장을 배운 후로 무공이 급진전하게 되고 도화도에서 의형인 주백통에게 구음진경과 분심이용 쌍수호박지술을 터득하고 72로공명권까지 배운다. 그의 타고난 자질은 보통이지만 꾸준하게 연마하는 성실함으로 무공이 천하오절의 경지에 이르게 된다. 제2차 화산 논검에도 참석한다.

- 황용(黃蓉): 동사 황약사의 딸로 어머니 풍아형은 그녀를 낳다가 난산끝에 죽고 말았다. 황용은 아버지와 다투고 난 후 가출하여 거지로 변장해 떠돌다 곽정을 만나 그의 성품에 반하여 곽정을 도와 고수로 만들고 후에 제 19대 개방방주가 되기도 한다. 황용은 타고난 성품이 활발하여 항상 남을 즐겁게 하는 데다 재주가 비상하여 그녀를 당해낼 자가 없었다. 그녀의 재치와 귀여움은 절대로 그녀를 미워할 수 없게 만든다. 곽정과는 오해로 인해 한때 멀어지기도 하지만 결국에는 그의 순수한 마음에 감동되어 평생을 곽정을 따르게 된다. 황용은 아버지인 황약사로부터 배운 갖가지 무공 외에도 홍칠공으로부터 천하의 무공을 두루 섭렵해 다양한 무공을 지니게 되지만 아무래도 가장 뛰어난 것은 개방의 진산지보인 녹옥장을 쓰는 타구봉법이다. 약간은 교활한 면까지 있지만 천성은 착하다.

- 양강(楊康): 양철심과 포석약의 아들. 완안홍열의 양자. 어머니는 포석약. 완안홍렬의 흉계에 의해 출생을 모른 채 금국 조왕부의 소왕야로 자랐다. 부귀영화에 눈이 멀어 조국인 송을 배신하고 아버지를 버리는 악행을 저지르고 대금국 왕자인 완안열을 아비로 모셨다. 강남칠괴와 구처기의 약속에 의해 어릴 적에 구처기로부터 전진교 무공과 양가창법을 전수받았고 매초풍으로부터 구음백골조를 익히게 되었지만 그의 무공은 한계가 있어 늘 최고의 무공을 배우길 원했다. 그러다 구양봉의 전인이 되기 위해 목염자를 범하려는 구양극을 해치게 된다. 그는 타고난 총명함이 있었지만 황용에는 미치지 못했고 무공 또한 곽정에 미치지 못했다. 결국에는 황용을 해치려다 구양봉의 독에 의해 비참한 최후를 맞는다.

- 구처기(丘處機): 별호는 장춘진인 또는 장춘자라고 불린다. 제 3대 전진교주. 중신통 왕중양의 제자. 전진칠자 중 셋째. 왕중양 제자중에 강호상에 가장 널리 알려졌지만 호승심이 강해 스승으로부터 크게 인정을 받지는 못한다. 우연히 곽소천과 양철심을 만나 의기투합하여 그들에게 비수를 나누며 훗일을 기약하지만 결국 자기로 인해 두집안이 몰락하게 되고 죄책감으로 양강과 곽정을 찾아 돌보려다 강남칠괴와 다투게 되고 각각 양강과 곽정을 제자로 삼아 시합을 약속한다. 성격이 불같지만 의협심도 강하고 물러설줄 모른다.

- 강남칠괴: 비천편복 가진악, 묘수서생 주총, 마왕신 한보구, 남산초자 남희인, 소미타 장아생, 요시협은 전금발, 월녀검 한소영의 7인. 곽정을 찾는 과정에서 장아생이 살해당한 후 남은 여섯이 곽정의 스승이 된다. 훗날 가진악을 제외한 다섯 명도 양강과 구양봉에게 살해당한다.

- 왕중양(玉重陽): 전진교 창시교주. 별호는 중신통. 일차 화산논검의 참가하여 천하 제일로써 비서인 구음진경을 얻었다. 그의 선천공 무공은 독보적인 것으로 아무도 그가 천하제일임에 이의를 제기하지 않았다. 구음진경을 얻은 후 서독 구양봉의 독수를 생각하여 남제 단왕야에게 일양지를 배워온다.(선천공과 일양지를 서로 공유)그 후 역시 서독 구양봉은 왕중양잉죽은줄 알고 구음진경의 경서를 빼앗으려하지만 왕중양은 죽은척으로 구양봉을 유인해 일양지로 내상을 입힌 후 정말로 세상을 하직한다.이야기로는 후에 의병을 창설하여 금군과 맞서는 등 호국적인 활동도 하였으나 불행히 지병으로 일찍 세상을 떠났다.

- 황약사(黃藥師): 약을 만든다고 약사라 불리며 본명은 모른다. 별호는 동사. 황용의 부친. 중원 오절 중 한사람. 일차, 일대종사로써 명성을 떨치고 문하에 여섯제자를 두었으며 이차, 삼차 화산논검에 모두 참가할 정도로 뛰어난 무공을 지녔다. 무공 뿐만 아니라 금기서화에 모두 능하여 문무를 고루 갖추었고 지모도 뛰어났다. 다만 성격이 매우 괴팍하고 기행도 하며 남들을 의식하지 않는다. 또한 자존심이 굳세어 오해를 받아도 풀 생각을 하지 않는다. 도화도주로써 그의 옥소검법과 탄지신통, 낙영신검장은 주무공이다. 오행기문지술로서 제갈량의 팔진도에 의해 만든 도화도의 기문팔괘진이 유명하다.구음진경을 훔쳐간 두제자 때문에 나머지 제자들의 다리를 분질러 내쫓지만 나중에 매초풍과 육승풍을 용서하게 된다.

- 구양봉(歐陽鋒): 별호는 서독. 서역의 백타산주로 독의 대가. 중원 오절중 한사람으로 가장 사악하고 평생 악행을 일삼았으며 강남 육괴중 넷을 죽였다. 주무공은 합마공으로 독보적이다. 일차, 이차 화산논검에 참가하였고 특히 이차 화산논검에 대비해 연피사권법을 만들기도 했으며 결국 이차때에 무공 천하제일이 되었으나 곽정이 잘못 알려준 엉터리 구음진경을 배우려다가 황용의 계략에 휘말려 주화입마에 되었으며 이로 인해 경맥역행의 무공을 터득한다. 정신 착란에 빠져 과거를 잊어 버려서 중원을 떠돌게 된다. 그에게는 구양극이란 조카가 있었는데 사실은 그가 형수와 사통하여 나은 사생아이다.

- 홍칠공(洪七公): 별호는 북개. 제 18대 개방 방주. 의협으로써 천하에 명성을 날렸다. 일곱째로 태어났다하여 이름이 홍칠인데 모두들 홍칠공이라 한다. 중원오절 중 한사람, 음식에 대해 식탐을 하는지라 그것을 경계하여 오른손 식지를 잘랐는데 그로인해 손가락이 하나가 없어 구지신개라고 불리었으며 주무공은 강룡십팔장과 타구봉법, 소요유장법.평생 단 두명의 제자를 두었는데 곽정과 황용으로 제자들 또한 뛰어나고 의를 행하는데 있어 주저함이 없으니 그 스승에 그 제자라 할 만하다. 일생 악을 매우 미워해 평생 531명의 악당을 죽였다. 그는 원수같은 구양봉도 개방의 방규를 내세워 구해주고 그로 인해 곤욕을 치른다.

- 단지흥(段智興): 별호는 남제, 남승.운남 대리국의 황제. 후에 출가하여 법명을 일등이라고 하였다. 구음진경을 둘러싼 일차 화산논검에 참가하여 남쪽의 황제라는 남제로써 중원오절 중 한사람이 되었다. 황용이 다쳐서 찾아왔을 때 스스로의 위험을 무릅쓰고 구해주는등 의인이기도 하다. 한편 영고, 주백통 등과의 일로 인해 오해를 사게 되었고 그로 인해 출가하여 중이 된다. 어초경독(漁樵耕讀)으로 통하는 대제자를 네명 두었다. 일양지의 대가 이기도 하다.

- 징기스칸(戊吉思汗): 몽고 제국 초대 황제. 본명은 테무진. 초원의 대영웅으로 몽고 고원을 통일하고 금나라와 서역을 토벌하여 세계 최대의 제국 몽고를 세우는 밑바탕을 세운다. 박이출, 목화려 등의 뛰어난 장수들과 출적, 타뢰 등 재능 있는 자제들을 거두었다. 그러나 너무 전쟁터에서 쉬지 않고 싸워 과로로 사망한다. 곽정을 금도부마로 삼았고 곽정의 능력을 알아보고 그를 아꼈으나 나중에 적대하게 되고 마지막 임종전에 곽정과 화해하게 된다.

- 진현풍(陳玄風): 별호는 동시, 동사 황약사의 대제자. 온 몸이 철과 같이 튼튼하여 약점인 배꼽을 제외하면 도검이 들어가지 않는다. 매초풍과 눈이 맞아 구음진경을 훔쳐 도화도에서 달아나서 황약사의 파문을 당했다. 이후 매초풍과 동시칠시 혹은 흑풍쌍쇄로 불리며 강호에서 악행을 저지르다가 대막몽고에서 강남 칠괴와 싸우다가 소년 곽정의 비수가 어이없이 유일한 약점인 배꼽에 찔려 결국 죽고 만다.

- 매초풍(梅超風): 별호는 철시, 풍류여마. 황약사의 둘째 제자. 본명은 매약화 남편 진현풍과 함께 흑풍쌍살로써 이름을 떨쳤다. 강남 칠괴와 싸우도 가진악의 독릉에 두 눈을 실명하나 마옥과 곽정에게 내공심법의 요결을 듣고 결국 구음진경중 구음백골조구음백골조(九陰白骨爪)를 완전히 터득한 무서운 여자. 부득이하게 양강의 사부가 되기는 하지만 결국 사부인 황약사에게 용서를 빌기 위해 황약사 대신 전진칠자의 장풍을 맞고 죽는다. 그밖에 최심장도 그녀의 무공. 어릴적엔 마음이 약했던 보통 여자였다.

- 곡령풍(曲靈風): 황약사의 셋째 제자. 곡사저의 아버지. 경공이 뛰어나 황약사마저 칭찬했다. 사형인 진현풍, 매초풍이 구음진경을 훔쳐가지고 달아나자 분노한 황약사가 곡령풍을 비롯한 다른 제자들의 다리를 분질러 불구가 되어 도화도에서 추방당했지만 전혀 원망하지 않고 이후 스승의 화를 풀기 위해 황궁으로 잡입하여 보물 등을 훔쳐내었으나 어전시위들에게 적발되어 죽임을 당하였다. 그는 딸하나를 두었는데 후에 황약사가 제자 대신에 거두게 된다.

- 육승풍(陸乘風): 황약사의 네째 제자. 육관영의 아버지. 사형인 진현풍과 매초풍이 황약사의 구음진경을 훔쳐가지고 도망가서 황약사가 그 분노를 이기지 못하고 육승풍을 비롯한 나머지 제자들의 두 다리를 분질러서 불구가 되어 도화도에서 쫓겨났다. 이후, 강남에 머물러 태호에 귀운장을 세우고 은거하는데 늘 스스로가 폐인임을 탄식하고 살다 그 뒤 스승의 용서를 받고 훗일 육가장을 세워 강호에 명성을 날렸다. 동사의 수많은 재주 중에 오행기문지술에 능했다.

- 주백통(周佰通): 중신통 왕중양의 사제. 전진 칠자의 사숙. 노인다운 위엄과 풍채가 없고 어린아이같이 장난만 일삼아서 노완동이라고 불린다. 사형인 왕중양이 죽으면서 남긴 구음진경 때문에 황약사와 다툼이 있어 도화도에 갇혀 지내다 칠십이로의 공명권과 분심이용 쌍장좌우호박기술 등을 창출해냈다.황용을 찾으러온 곽정을 만나 의형제를 맺고 최고의 무공인 구음진경과 분심이용좌우호박기술등을 곽정에게 전수해준고 스스로는 사형과의 약속 땜에 저절로 익힌 구음진경을 쓰지 않고 잊는다. 젊은 시절 대리국 황궁에서 만난 유귀비와 정을 통한 일로 인해 단황야(일등대사)와 영고(유귀비)를 제일 두려워하고 피하려 한다.

- 영고(瑛姑): 별호는 신산자. 오행기문술에 능하여 매우 복잡 미묘한 진을 집에 설치하여 보통 사람은 들어갈 엄두도 못내게 했다. 젊었을 때는 대리국의 귀비로써 주백통과 부부의 연을 맺기도 하였다. 그러나 단지흥에게 원한을 품고 나와 은거하게 되었고 곽정과 황용에게 간접적으로 단지흥을 죽이려 하나 실패하고 후에 구천인이 그의 원수임을 알게되고 뒤쫓는다.

- 구양극(歐陽克): 구양봉의 조카이나 실제로는 친아들. 백타산 소장주. 서독의 절기를 전수받아 무공이 뛰어났지만 여자를 밝혀서 평소에도 수백명의 여제자들을 거느리고 명성을 떨쳤다. 그러나 조왕부에서 황용을 만난 후에 그녀에게 푹 빠져 도화도까지 찾아가 그녀를 얻으려 하지만 곽정과의 대결에서 져서 물러나고 이후 황용의 꾀에 당해 두다리를 못쓰게 되고 결국 강남 우가촌에서 양강의 계략에 휘말려 그에게 비참하고 허무한 죽음을 당한다.

- 구천인(寇千刃): 철장방주. 철장공 익히고 철장수상표로써 악명을 날렸다. 주백통과 영고사이에 난 자식을 죽였기도 했다. 이차 화산논검 때 홍칠공에게 감화를 받고 남승 일등의 제자가 되어 불문에 귀의하여 속세의 죄를 씻으려 한다.

- 구천리(寇千里): 철장방주 구천인의 형인데 형제가 쌍둥이라 스스로 철장수장표 구천인을 자처하고 다닌다. 그는 형편없는 스스로의 무공의 약점을 메우기 위해 온갖 속임수를 다쓰게 된다. 하지만 항상 황용에게 덜미를 잡혀 탄로가 나고 결국 철장봉에서 황용의 수리에 올라타고 가다 떨어져 비참하게 죽는다.

### 가계도
양강의 가족
| 양철심 | 양철심 | 양철심 | 양철심 | 양철심 | 양철심 |      |      | 포석약 | 포석약 | 포석약 | 포석약 | 포석약           | 포석약 |        |        | 완안홍열 | 완안홍열 | 완안홍열 | 완안홍열 | 완안홍열 | 완안홍열 |  |  |
| 양철심 | 양철심 | 양철심 | 양철심 | 양철심 | 양철심 |      |      | 포석약 | 포석약 | 포석약 | 포석약 | 포석약           | 포석약 |        |        | 완안홍열 | 완안홍열 | 완안홍열 | 완안홍열 | 완안홍열 | 완안홍열 |  |  |
|        |        |        |        |        |        |      |      |        |        |        |        |                  |        |        |        |          |          |          |          |          |          |  |  |
|        |        |        |        | 양강   | 양강   | 양강 | 양강 | 양강   | 양강   |        |        | 목념자           | 목념자 | 목념자 | 목념자 | 목념자   | 목념자   |          |          |          |          |  |  |
|        |        |        |        | 양강   | 양강   | 양강 | 양강 | 양강   | 양강   |        |        | 목념자           | 목념자 | 목념자 | 목념자 | 목념자   | 목념자   |          |          |          |          |  |  |
|        |        |        |        |        |        |      |      |        |        |        |        |                  |        |        |        |          |          |          |          |          |          |  |  |
|        |        |        |        |        |        |      |      | 양과   | 양과   | 양과   | 양과   | 양과             | 양과   |        |        | 소용녀   | 소용녀   | 소용녀   | 소용녀   | 소용녀   | 소용녀   |  |  |
|        |        |        |        |        |        |      |      | 양과   | 양과   | 양과   | 양과   | 양과             | 양과   |        |        | 소용녀   | 소용녀   | 소용녀   | 소용녀   | 소용녀   | 소용녀   |  |  |
|        |        |        |        |        |        |      |      |        |        |        |        |                  |        |        |        |          |          |          |          |          |          |  |  |
|        |        |        |        |        |        |      |      |        |        |        |        |                  |        |        |        |          |          |          |          |          |          |  |  |
|        |        |        |        |        |        |      |      |        |        |        |        | 노란색 튜닉 여자 |        |        |        |          |          |          |          |          |          |  |  |

곽정의 가족
| 곽소천 | 곽소천 | 곽소천 | 곽소천 | 곽소천 | 곽소천 |        |        | 이평   | 이평   | 이평 | 이평 | 이평 | 이평 |      |      | 황약사 | 황약사 | 황약사 | 황약사 | 황약사 | 황약사 |      |      | 풍씨 | 풍씨 | 풍씨 | 풍씨 | 풍씨   | 풍씨   |        |        |          |          |          |          |          |          |        |        |        |        |  |  |        |        |        |        |        |        |  |  |        |        |        |        |        |        |  |  |        |        |        |        |        |        |  |  |
| 곽소천 | 곽소천 | 곽소천 | 곽소천 | 곽소천 | 곽소천 |        |        | 이평   | 이평   | 이평 | 이평 | 이평 | 이평 |      |      | 황약사 | 황약사 | 황약사 | 황약사 | 황약사 | 황약사 |      |      | 풍씨 | 풍씨 | 풍씨 | 풍씨 | 풍씨   | 풍씨   |        |        |          |          |          |          |          |          |        |        |        |        |  |  |        |        |        |        |        |        |  |  |        |        |        |        |        |        |  |  |        |        |        |        |        |        |  |  |
|        |        |        |        |        |        |        |        |        |        |      |      |      |      |      |      |        |        |        |        |        |        |      |      |      |      |      |      |        |        |        |        |          |          |          |          |          |          |        |        |        |        |  |  |        |        |        |        |        |        |  |  |        |        |        |        |        |        |  |  |        |        |        |        |        |        |  |  |
|        |        |        |        | 곽정   | 곽정   | 곽정   | 곽정   | 곽정   | 곽정   |      |      |      |      |      |      |        |        |        |        | 황용   | 황용   | 황용 | 황용 | 황용 | 황용 |      |      |        |        |        |        | 야율초재 | 야율초재 | 야율초재 | 야율초재 | 야율초재 | 야율초재 |        |        |        |        |  |  | 무산통 | 무산통 | 무산통 | 무산통 | 무산통 | 무산통 |  |  | 무낭자 | 무낭자 | 무낭자 | 무낭자 | 무낭자 | 무낭자 |  |  |        |        |        |        |        |        |  |  |
|        |        |        |        | 곽정   | 곽정   | 곽정   | 곽정   | 곽정   | 곽정   |      |      |      |      |      |      |        |        |        |        | 황용   | 황용   | 황용 | 황용 | 황용 | 황용 |      |      |        |        |        |        | 야율초재 | 야율초재 | 야율초재 | 야율초재 | 야율초재 | 야율초재 |        |        |        |        |  |  | 무산통 | 무산통 | 무산통 | 무산통 | 무산통 | 무산통 |  |  | 무낭자 | 무낭자 | 무낭자 | 무낭자 | 무낭자 | 무낭자 |  |  |        |        |        |        |        |        |  |  |
|        |        |        |        |        |        |        |        |        |        |      |      |      |      |      |      |        |        |        |        |        |        |      |      |      |      |      |      |        |        |        |        |          |          |          |          |          |          |        |        |        |        |  |  |        |        |        |        |        |        |  |  |        |        |        |        |        |        |  |  |        |        |        |        |        |        |  |  |
|        |        |        |        |        |        |        |        |        |        |      |      |      |      |      |      |        |        |        |        |        |        |      |      |      |      |      |      |        |        |        |        |          |          |          |          |          |          |        |        |        |        |  |  |        |        |        |        |        |        |  |  |        |        |        |        |        |        |  |  |        |        |        |        |        |        |  |  |
|        |        |        |        | 곽파노 | 곽파노 | 곽파노 | 곽파노 | 곽파노 | 곽파노 |      |      | 곽양 | 곽양 | 곽양 | 곽양 | 곽양   | 곽양   |        |        | 곽부   | 곽부   | 곽부 | 곽부 | 곽부 | 곽부 |      |      | 야율제 | 야율제 | 야율제 | 야율제 | 야율제   | 야율제   |          |          | 야율연   | 야율연   | 야율연 | 야율연 | 야율연 | 야율연 |  |  | 무돈유 | 무돈유 | 무돈유 | 무돈유 | 무돈유 | 무돈유 |  |  | 무수문 | 무수문 | 무수문 | 무수문 | 무수문 | 무수문 |  |  | 완안평 | 완안평 | 완안평 | 완안평 | 완안평 | 완안평 |  |  |
|        |        |        |        | 곽파노 | 곽파노 | 곽파노 | 곽파노 | 곽파노 | 곽파노 |      |      | 곽양 | 곽양 | 곽양 | 곽양 | 곽양   | 곽양   |        |        | 곽부   | 곽부   | 곽부 | 곽부 | 곽부 | 곽부 |      |      | 야율제 | 야율제 | 야율제 | 야율제 | 야율제   | 야율제   |          |          | 야율연   | 야율연   | 야율연 | 야율연 | 야율연 | 야율연 |  |  | 무돈유 | 무돈유 | 무돈유 | 무돈유 | 무돈유 | 무돈유 |  |  | 무수문 | 무수문 | 무수문 | 무수문 | 무수문 | 무수문 |  |  | 완안평 | 완안평 | 완안평 | 완안평 | 완안평 | 완안평 |  |  |

## 지리적 배경

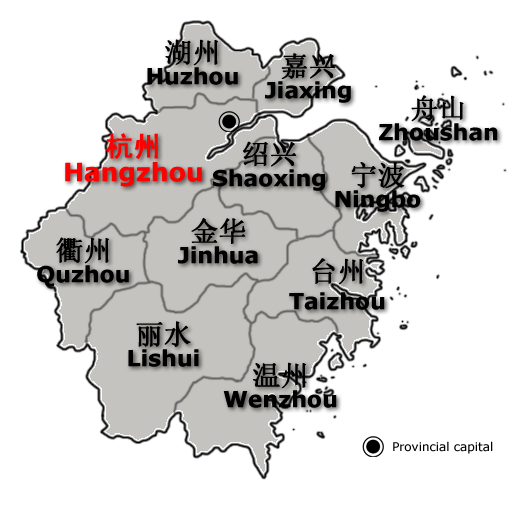
현재의 저장 성 행정구역

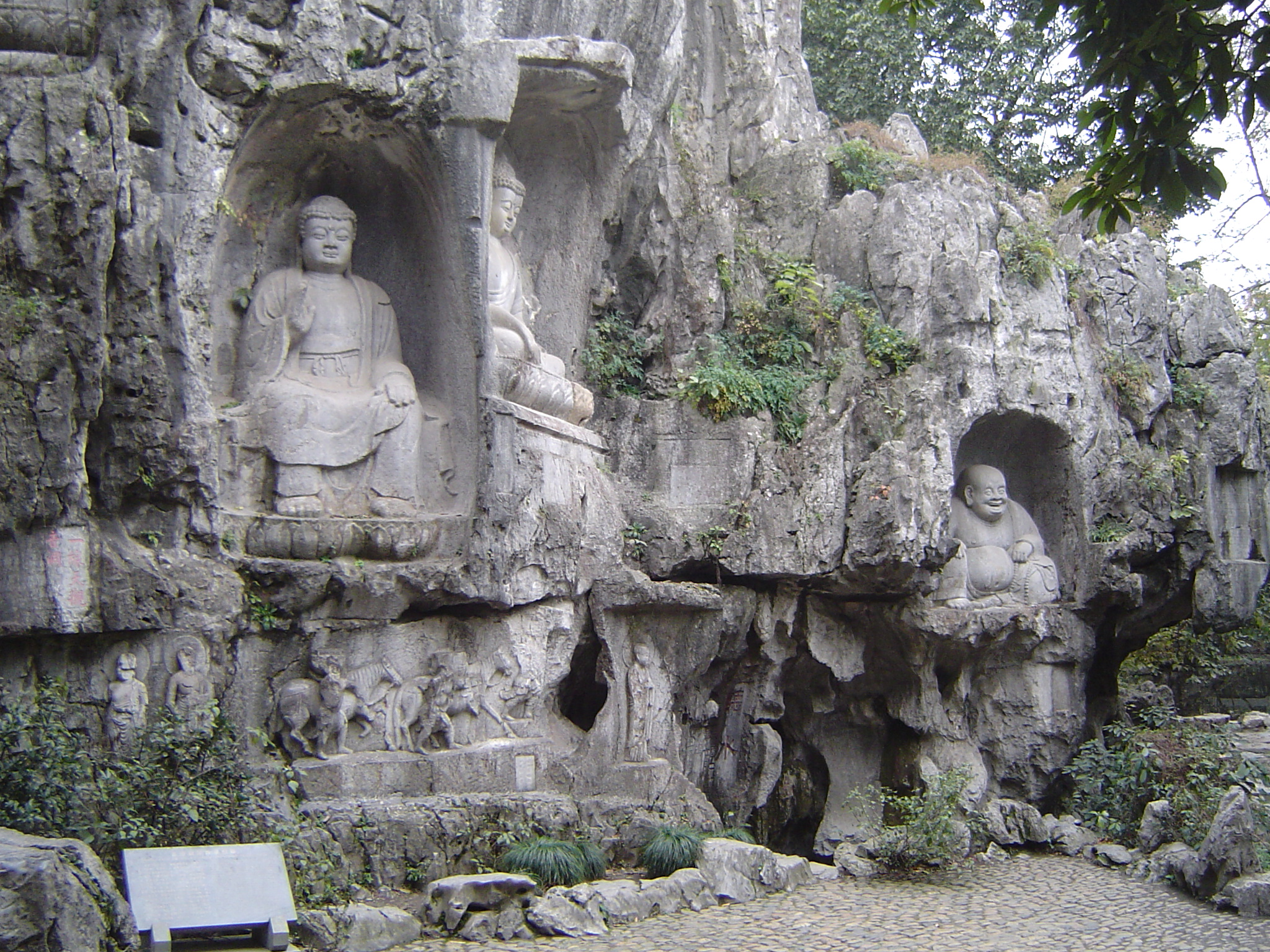
항저우 비래봉의 불상

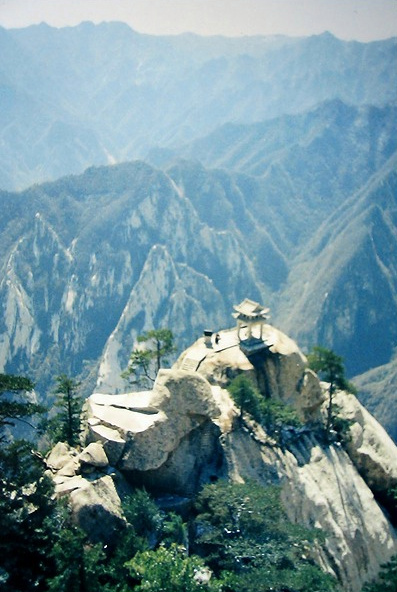
세계자연유산 화산

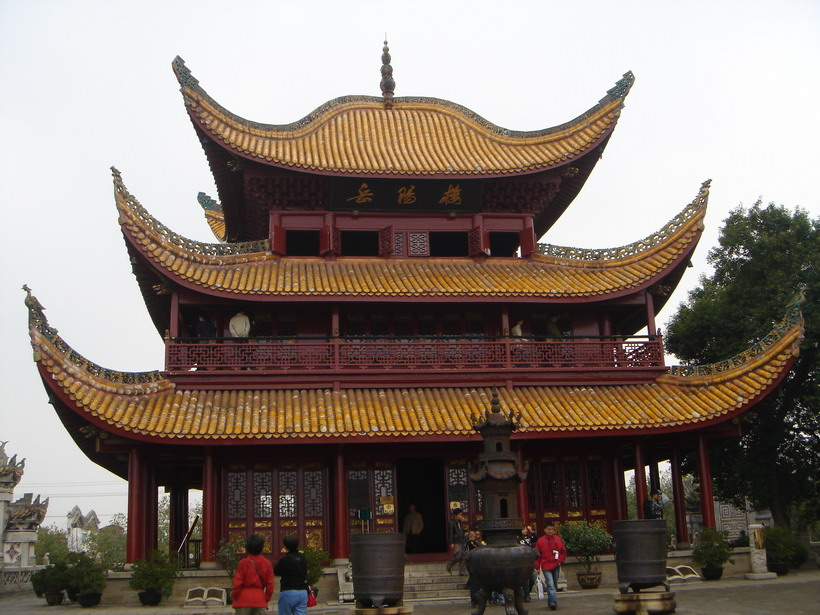
동정호가 보이는 악양루

김용의 태생이 이곳 항저우시여서 그런 지 실제로 사건이 발생하는 모든 공간의 대부분이 실존하고 있다.
- 소흥 (紹興, 사오싱시) - 우가촌

이야기의 첫부분이 전개되는 장소로 주인공의 부친, 곽소천과 양가창법의 후예 양철심이 전진파 도사 구처기를 만나 사건이 갈등이 시작되는 곳이다. 금나라의 왕자 완안열도 구처기를 습격하다가 양철심의 부인 포석약을 이곳에서 만난다.
- 가흥 (嘉興市, 자싱시) - 남호, 취선루, 연우루, 왕언장의 철장묘

구처기를 피해, 곽소천의 부인 이평을 납치한 단천덕이 추적을 피해 가흥으로 도망온다. 가흥의 남호에서 구처기는 강남칠협과 오해로 싸우지만, 오해로 일어난 일임을 알게 되고, 임신한 곽부인과 양부인의 자손들의 스승이 되어 18년 후 이곳에서 다시 겨루기로 한다. 나중에 완안열의 왕자로 살아가는 양강 패거리와 남호의 연우루에서 겨루기로 약속한다.
- 임안 (臨安, 항저우시) - 서호의 단교잔설, 링인쓰 비래봉

구지신개 홍칠공이 독수를 당하고, 황궁의 음식을 훔쳐먹기 위해 침투하였다가 악비의 병법서를 두고 치열한 격투를 벌이는 무대이다.
서호의 단교 (단교잔설) 앞 주막에서 남송 효종의 실정을 비웃고, 영은사 앞의 비래봉 취미정(翠微亭)에서 한세충과 악비의 기개에 감탄한다.
- 주산 (舟山, 저우산시) - 도화도

동사 황약사와 그의 딸이자, 여주인공인 황용의 거처로, 주산에서 배를 타고 들어가야 한다. 기화요초와 병법에 의한 정원 배치 등으로 외부의 침략이 불가능하게 되어 있다. 이곳에서 노완동 주백통을 만나 형제의 결의를 하며, 구양공자와 황용을 두고 사위 투쟁을 벌이기도 한다.
또한 주인공 곽정의 스승인 강남칠협도 가진악을 제외하고 이곳에서 구양봉의 독수로 세상을 마친다.
- 태호 (太湖, 타이후) - 귀운장

태호에서 뱃놀이를 하며, 범려와 서시에 대해 얘기를 하다가 육장주와 육관영을 만나게 된다. 이곳에서 머물다 금나라 사신을 습격하는 육부자를 보고, 황약사의 옛제자임을 알게 된다. 구천인이 처음 등장하는 배경이다.
- 악양 (岳陽, 웨양시) - 악양루, 동정호, 동정호의 군산

악양루에서 범중엄의 시를 논하다가 구천인을 만나 싸우고, 개방의 분란에 말려 섭심술에 걸려 동정호의 군산으로 납치된다. 군산에서 새로운 방주를 선출하는 개방대회를 개최하며, 양강의 계략에 말려 타구진으로 당할 뻔 한다.
- 사마르칸트

두차례나 화친을 위해 파견한 몽골의 사신을 죽이고 모욕한 호라즘의 무하마드 왕을 정복하기 중앙아시아 정벌에 나선다. 당시 사마르칸트는 호라즘의 수도였다. 이곳에서 천호를 맡은 곽정은 구양봉을 세 차례 살려주며, 사마르칸트 정복에 결정적인 공헌을 한다.
- 화산 (華山)

섬서성 서안 근처에 있는 오악 중 가장 험산 산으로 동사서독, 남제북개의 절대 고수들의 최고를 위한 투쟁이 전재된다. 곽정도 이곳에서 의를 깨닫고, 몽골에 투쟁을 하며 이미 가세가 기운 남송을 위해 징기스칸의 군대와 싸우게 된다.

## 평가
사조영웅전은 장르가 무협소설이면서 너무나 잘 쓰여져서 평가가 애매한 소설이다. 홍루몽의 홍학 등을 따서 김학이라고 부를 정도로 비평과 찬사를 받는 소설이다. 또한 미국이나 유럽의 외국의 대학에서 중국어 보조교재로 사용할 정도이며, 중국에서도 대학 교재로 적합한지에 대한 논쟁을 불러일으켰다.
무협소설임에도 불구하고 대하역사소설의 평가를 받는 것은 그 역사적 배경이나 지리적 배경, 그리고 인물적인 배경이 실존하기 때문이다.
독자들이 김용소설에 매료되는 이유
첫째, 그의 소설에 등장하는 인물은 모두 나름대로의 개성이 있다.
문학 작품에서 묘사되는 것은 보편적인 인성(人性)이다. 김용은 이 인성에 대한 이해가 깊다. 그의 붓 끝에서 창조되는 수많은 사람들은 모두 살아 움직이고 있다. 중국 문학을 하는 모든 사람들은 일반적으로 <수호전(水滸傳)>의 인물 묘사가 가장 성공적이라고 평가하고 있다. 그러나 수호전에 등장하는 인물과 김용의 작품 가운데 나오는 인물을 비교한다면 후자가 더 나은 편이다. 현실 생활 가운데 억압되고 노출되지 않은 인성을 김용은 소설 가운데서 생생하고 치밀하게 묘사함으로써 독자를 통쾌하게 만드는 비상한 재주를 가지고 있다.
둘째, 정절(情節)이 다채롭다.
김용의 작품은 스케일이 크고 기세가 힘차며 세련되고 원숙하다. 구조, 순서, 배치, 전절(轉折) 등이 큰 강에 바람이 일지 않는데도 물결이 출렁이듯 하고, 파란 하늘에 무심한 흰 구름이 생겼다가는 어느덧 사라지듯 신출귀몰하여 다른 사람이 미칠 바가 아니다.
세째, 문장이 아름답다.
김용의 문필은 사람을 끌어 잡아당기는 자력이 풍부하다. 부드럽고 우아한 가운데 행운유수(行雲流水)와 같은 재미가 넘쳐 흐른다. 한번 그의 작품을 손에 잡기만 하면 놓을 줄을 모른다. 요컨대 김용의 소설은 서사나 사경(寫景)은 물론 인물의 묘사에도 정감이 넘쳐 표현할 수 없는 마력으로 독자를 작품속의 분위기로 끌어들여 몰아의 경지에 이르게 한다.

그가 쓴 작품의 재미는 영원히 무궁 무진할 뿐만 아니라 영원 불멸의 문화적 가치를 구비하고 있다. 그래서 그는 중국 문학사상 찬란한 한 페이지를 장식할 수 있을 뿐만 아니라, 중국 소설사의 금자탑인 홍루몽(紅樓夢)을 연구하는 학문을 홍학(紅學)이라 하듯이, 김용의 작품을 연구하는 것을 김학(金學)이라고까지 부르게끔 만들었다. 지금 대만에서 발간된 김학 연구 총서(金學硏究叢書)만도 18권에 이르고 있다. 김용의 작품은 모두 14부(部) 36권으로 되어 있다. 이 14부의 소설(그 중 단편 소설이 2편 있다)은 각 부마다 나름대로의 품격과 특색을 가지고 있다.
『사조영웅전』 꼼꼼하게 읽기
첫째, ‘역사의 허구화’와 ‘허구의 역사화’. 대부분 구체적인 역사 배경을 가지고 있는 것은 진융 무협소설의 커다란 특징이고, 왕조 교체기라는 과도기를 선택한 것은 작가의 탁월한 식견을 보여준다. 우리는 『사조영웅전』을 통해 송과 금의 남북 대치, 사막에서 성장해가는 몽골 부족의 모습을 구체적으로 이해할 수 있다. 한 걸음 더 나아가 진융은 역사를 형해화한 모습으로 제시하는 것이 아니라, 재미있는 이야기와 결합해 보여주고 있다. 예를 들어 몽골 사막의 역사 영웅 칭기즈 칸의 인간적인 삶의 면모에 대한 묘사가 그것이다. 역사를 허구(fiction)와 결합한 것이다. 그에 그치지 않고 ‘화산논검(華山論劍) 등의 허구적 이야기는 소설 전체를 규정하는 배경이 됨으로써 독자들이 ‘사실’로 느끼게 만들고 있다.
둘째, ‘화산논검’의 전통과 ‘건곤오절(乾坤五絶)’은 『사조영웅전』의 강호 배경을 구성한다. 화산은 오악(五嶽) 가운데 서악(西嶽)으로, 오경(五經)에서는 『춘추(春秋)』에 해당한다. 그렇다면 화산논검은 ‘역사 평가’라는 함의를 가지게 된다. 1차 화산논검의 직접적인 동기가 『구음진경』으로 야기된 강호의 혼란을 막고자 함이었음을 상기한다면, ‘역사 평가’라는 의미는 더욱 확고해진다. 화산논검의 주역들은 당대 고수 중의 고수인 건곤오절이다. 동사 황약사는 사악하면서도 바름을 가지고 있다. 서독 구양봉은 독랄하지만 자기 나름의 기준과 절제가 있다. 남제 단황야(훗날 일등대사)는 존귀한 황제이면서도 사랑하는 여인에 대한 질투에 눈이 먼 필부(匹夫)의 모습을 보여준다. 북개 홍칠공은 개방의 방주로서 호방한 성격과 대의명분을 추구하지만 식탐이 있다. 그리고 중신통 왕중양은 전진교(全眞敎)를 창시한 실제 역사 인물이다. 이들은 주인공들과 긴밀한 관계를 맺으면서 강호 배경을 형성하고 있다.
셋째, 대협(大俠)의 성장 과정. 이 소설의 주된 줄거리는 신세대 영웅인 곽정과 황용의 성장 이야기다. 역사와 강호는 이들의 성장 과정 및 그에 얽힌 인물들의 이야기와 긴밀하게 연계되면서 생생한 삶의 현장으로 바뀐다. 성실하지만 우둔한 곽정과 영민하고 총명한 황용의 만남과 성장에 관한 이야기는 몇 번을 읽어도 손에 땀을 쥐게 한다. 주인공 곽정과 반면 인물 양강의 이름은 ‘정강의 치욕’(靖康之耻)을 잊지 말라는 취지에서 구처기가 지어준 이름이다. “남들이 한 번 하면 나는 열 번 한다”라는 ‘자신을 아는 밝음(自知之明)’과 굳건한 의력(毅力), “불가능한 것을 알고도 행한다(知不可爲之而爲之)”라는 정의(正義)로움, 멸사봉공(滅私奉公) 등은 곽정의 성격을 형상적으로 나타내고 있다. 특히 무술 수련 과정에서 초기에는 거의 진전이 없다가 ‘항룡(降龍) 18장’을 익히면서 비약적인 발전을 이루는 모습은 진융의 또 다른 특색인 ‘무공의 개성화’를 잘 보여주고 있다. 곽정은 흡사 항룡 18장을 위해 태어난 사람 같다. 어눌하고 순박하지만 우둔하고 치졸한 아이가 대협으로 성장하는 과정, 그것이 바로 『사조영웅전』의 ‘평범한 영웅’의 이야기인 셈이다. “나라와 백성을 위하는 자가 대협(爲國爲民 俠之大者)”이라는 말은 곽정에 대한 적절한 평어라 할 수 있다. 『사조영웅전』의 진정한 주인공은 전쟁 영웅 칭기즈 칸이 아니라 평범한 영웅 곽정인 셈이다.
넷째, 지고지순한 사랑과 다양한 내공의 사랑. 곽정과 황용의 성장 과정에 빠뜨릴 수 없는 부분이 두 사람의 사랑 이야기이다. 어쩌면 작가가 꿈꾸었을 법한 두 사람의 만남은 그야말로 천의무봉(天衣無縫)의 경지를 구현하고 있는 듯하다. 더 중요한 것은 작가가 그들을 현실 생활에서 이탈시키지 않는다는 점이다. 화쟁 공주와의 혼인 문제는 곽정의 성장 과정에서 당연히 제기될 수 있는 것이었고, 황약사와 강남칠괴의 갈등은 쌍방의 독특한 개성으로 인해 그 필연성을 보장받고 있다. 그로 인해 곽정과 황용이 겪는 위기는 현실에서 괴리되지 않고, 그 위기를 겪는 과정은 우리에게 지고지순한 사랑의 ‘새로운 경지를 체험(更上一層樓)’시켜 주게 된다. 『사조영웅전』의 속편이기도 한 『신조협려』에서, 곽정과 황용은 양양(襄陽)성을 지키다 순국하게 된다. 성 함락 직전 황용은 곽정에게 탈출을 제안하지만 곽정은 의연하게 백성과 함께 할 것을 선언한다. 이때 황용은 곽정에게 언젠가 이런 일이 있을 줄 알았다고 하면서 함께 순국한다. 대협 곽정의 성격을 다시 한번 확인하면서 곽정의 홍안지기(紅顔知己)이자 반려(伴侶)로서의 황용, 그리고 두 사람이 개인적 차원의 애정을 공동체의 운명으로 승화시킨 최고 경지를 보여준다. 진현풍과 매초풍 또한 상대방에 대한 지극한 사랑이라는 면에서 어떤 연인에게도 뒤지지 않는다. 황약사의 아내 사랑, 단황야의 유귀비 사랑, 영고와 주백통의 사랑 등은 사랑에도 장기간에 걸친 내공(內功) 수련이 필요함을 알려주고 있다. 그 밖에도 목염자의 이루어지지 않은 애절한 사랑 이야기까지 곁들여지면서, 진융은 독자에게 다양한 사랑의 양상을 보여준다. 목염자의 유복자 양강과 그의 스승 소용녀의 지고지순한 사랑 이야기는 『신조협려』에서 이어진다. 그들은 사제(師弟) 간의 사랑이라는 금기를 뛰어넘고 두 사람의 명성을 우려한 황용의 안배에 따라 헤어졌다가 16년의 기다림 끝에 죽음을 뛰어넘어 재회하게 된다. 
다섯째, 중국문화 교양 입문서. 2천 년이 넘는 시간과 광대한 대륙의 공간에서 수많은 사람의 신고(辛苦)를 통해 이루어진 중국의 문화. 13경으로 대표되는 철학, 25사의 역사, 당시(唐詩)와 명청 소설 등의 문학, 그리고 서화(書畵), 바둑, 음악, 의술, 다도(茶道)와 주도(酒道) 그리고 음식 등의 문화는 우리의 접근을 쉽게 허용하지 않는다. 중국의 문화 전체가 진융의 작품에 들어있다고 말하는 것은 과장이지만, 중국문화 입문에 유용한 경로가 진융 소설이라는 말은 거짓이 아니다. 베이징(北京)대학 천핑위안(陳平原, 1992) 교수는 중국 20세기 무협소설에서 가장 두드러진 ‘문화적인 맛’으로 ‘불교’를 꼽고는 그것 없이 무협소설은 한 걸음도 나가기 어렵다고 했다. 그리고 문학작품의 도움을 받아 불교를 초보적으로 이해하려는 사람이 있다면 그에게 진융의 무협소설을 추천한다고까지 했다. 『사조영웅전』에서도 모두(冒頭)의 설서(說書: 공연을 하듯이 청중에게 이야기하는 전통 장르) 장면, 전진교(全眞敎)에 대한 이야기, 황용을 통해 소개되는 문사철(文史哲) 지식들, 칭기즈 칸과 악비(岳飛) 등에 관한 역사 사실 등 그 예는 이루 헤아릴 수 없을 정도다. 특히 재미있는 점은 ‘무공의 문화화’, 즉 무공에 문화를 결합한 부분이다. 이를테면 항룡 18장과 『주역(周易)』의 관계, 공명권과 도가의 관계 등등. 화교들이 2세 또는 3세를 교육할 때 진융의 소설을 교본으로 삼는 경우가 많다는 이야기 또한 과장이 아니다. 진융은 이들 정보를 계몽적으로 훈시하지 않고 ‘즐거움 가운데 가르침을 얹는’(寓敎於樂) 방식을 취하고 있기 때문이다.
이상의 독법은 두드러진 예에 불과하다. 그 밖에도 독자의 기호에 따라 여러 가지 각도에서 읽을 수 있다. 구처기와 강남칠괴의 18년에 걸친 내기 약속 등에서 볼 수 있는 사나이의 신의, 황약사의 기문팔괘와 일등대사의 일양지 치료 등을 통한 최고의 경지 등에 초점을 맞출 수도 있다. 상대적으로 사시(史詩) 전통이 취약한 중국 문학사의 공백을 메울만한 영웅 사시로 보는 것도 그 한 가지 사례이다. 중요한 것은 우리가 진융의 소설을 재미있게 읽으면서 자연스레 중국문화의 어떤 부분을 이해하게 되고 나아가 중국인의 어떤 특성 나아가 중국적임(Chineseness)을 이해할 수 있게 된다는 것이다. 이런 면에서 진융의 작품은 재미와 의미라는 두 마리 토끼를 한 손에 거머쥔, ‘아속공상(雅俗共償)의 경지를 구현하고 있는 ‘문화소설’이라 할 수 있겠다.

## 오류
초기의 판본부터 신필 진융의 명성에 걸맞지 않은 많은 수많은 오류가 존재한다. 차기작이지만 시대적으로 앞선 천룡팔부(天龍八部)나 소오강호(笑傲江湖)의 설정에 맞추다보니, 신판마다 억지스런 설정이 많이 가미되어 있다. 대표적으로 진남금과 목염자, 일양지와 선천공, 같은 문제를 접어 두더라도 황약사에게 사대제자가 있다고 몇 번이나 강조하다가 갑자기 등장한 다섯 째 제자 풍묵풍은 또 누구인가? 더구나 가장 심각한 오류는 매초풍과 황용의 관계다. 처음 진현풍과 매초풍이 구음잔경을 훔쳐 달아날때, 황용은 태중에 있었다. 황약사는 구음진경을 외우고 있는 부인에게 다시 필사를 맡기다가 이로인한 난산으로 황용을 낳고 죽지 않았던가? 하지만 다음에 나오는 설정은 매초풍의 고백에서 이를 뒤집는다. 구음진경을 훔치는 순간 들킬 뻔 한 것을 옆방의 갓난 황용이 우는 바람에 모면하였다고 나온다. 마지막으로 황용과 매초풍이 만나는 장면에서 황용이 매초풍을 알아본다. 이에 대한 부연 설명으로 황용은 도화도에서 매초풍을 매약화라 불르며 성장하였다고, 한 번 더 뒤엎는다. 이러한 치명적인 오류들만 없다면 분명 걸작 소리를 들을 작품이다.

## 다른 매체로의 각색
- 1958~1959년 영화 홍콩 아미영편공사 사조영웅전 (1집~2집) - 호붕 감독 / 리청, 매기, 조달화, 용소의, 석견, 이향금, 당가, 원소전 주연
- 1976년 드라마 홍콩 가예전시 (CTV) 사조영웅전 - 소생 감독 / 백표, 미설 주연
- 1977~1981년 영화 쇼 브라더스 사조영웅전 (1집~3집) - 장철 감독 / 부성, 념뉴, 뉴뉴, 혜영홍, 곡봉, 적룡, 정리 주연
- 1983년 홍콩 TVB 사조영웅전 - 왕천림 감독 / 황일화, 옹미령, 묘교위, 양반반 주연
- 1988년 타이완 CTV 사조영웅전- 진옥련, 황문호, 구숙의, 반광빈 주연
- 1994년 홍콩 TVB 사조영웅전 (대사조영웅문) - 이첨승 감독 / 장지림, 주인, 나가량, 관보혜 주연
- 2003년 중국 CCTV 사조영웅전 - 쥐줴량, 조전, 우민 감독 / 리야펑, 저우제, 저우쉰, 장친친 주연
- 2008년 중국 CCTV 사조영웅전 - 이국립 감독 / 호가, 임의신, 서금강, 양가인, 주해미 주연